# Grigy-Technopôle
Grigy-Technopôle est un quartier du sud-est de la ville de Metz rattachant la zone résidentielle de Grigy à celle de la technopole à dominante d'activité tertiaire. Grigy est à l’origine une ancienne commune de la Moselle. En 1810, elle est rattachée à Borny qui fusionne avec Metz en 1961. Le technopôle est inauguré en 1983.

## Géographie

### Situation
Il se situe au sud-est de la ville de Metz, entre les quartiers de Borny et de la Grange-aux-Bois.

### Topographie
Le quartier s’inscrit entre les deux versants de la vallée de la Cheneau, au sud de Metz :
- à l’est, le paysage se ferme sur les hauteurs des bois de la Dame (249 m), d’Aubigny (243 m) et du domaine de Mercy (250 m) ;
- à l’ouest, le fort de Queuleu (230 m) et la ferme de Haute-Bevoye (224 m) forment une ligne de crête atténuée dans un paysage agricole qui s’ouvre sur la Seille.

## Toponymie
- Grixey (1404 et 1518), Grisey & Grisy (XVIe siècle), Grizy (XVIIe siècle)[2].
- En lorrain roman : Grehi[2].

## Histoire
La commune de Grigy est réunie à celle de Borny par décret du 9 février 1810.
La partie ancienne de ce quartier, constituée autour du village de Grigy et de la ferme de Haute-Bevoye, témoigne encore de son passé agricole. Au moment de sa réunion avec Borny, la commune compte 125 habitants.
89 % des logements ont été réalisés à partir de 1949. La population est de 2 667 habitants. Cette population se répartit en trois catégories : 
- les habitants de Grigy ;
- les étudiants des grandes écoles ;
- la population liée à la maison d'arrêt et à la gendarmerie.

La Foire internationale de Metz (FIM) est inauguré à Grigy en 1977. Elle a été conçue pour favoriser la réalisation de tout type de rencontre, sa modularité et sa capacité d'adaptation aux données nouvelles font de ce site un lieu d'accueil idéal, quel que soit l'évènement.
Une technopole est inaugurée en 1983 à l'initiative du maire de l'époque, Jean-Marie Rausch, sous le nom de Technopôle Metz 2000. Elle accueille 230 implantations et 4 000 salariés qui se répartissent en trois pôles : les entreprises de pointes liées à la télécommunication et à l'information, les grandes écoles et universités, et le centre d'affaires constitué du World Trade Center Metz-Saarbrücken et du Centre International de Congrès.
En 2002, le Technopôle Metz 2000 est rebaptisé Metz Technopôle. La zone est d'intérêt communautaire depuis 2003.
Le quartier mélange zone résidentielle et activités tertiaires.
Grigy-Technopôle dispose de nombreux espaces verts (bois de la Maccabée, golf, lac Symphonie) autour desquels s'organisent ces différents établissements.

## Démographie
| 1793 | 1800 | 1806 |
| ---- | ---- | ---- |
| 144  | 96   | 125  |

## Lieux notables
- Ferme de Haute-Bevoye ;

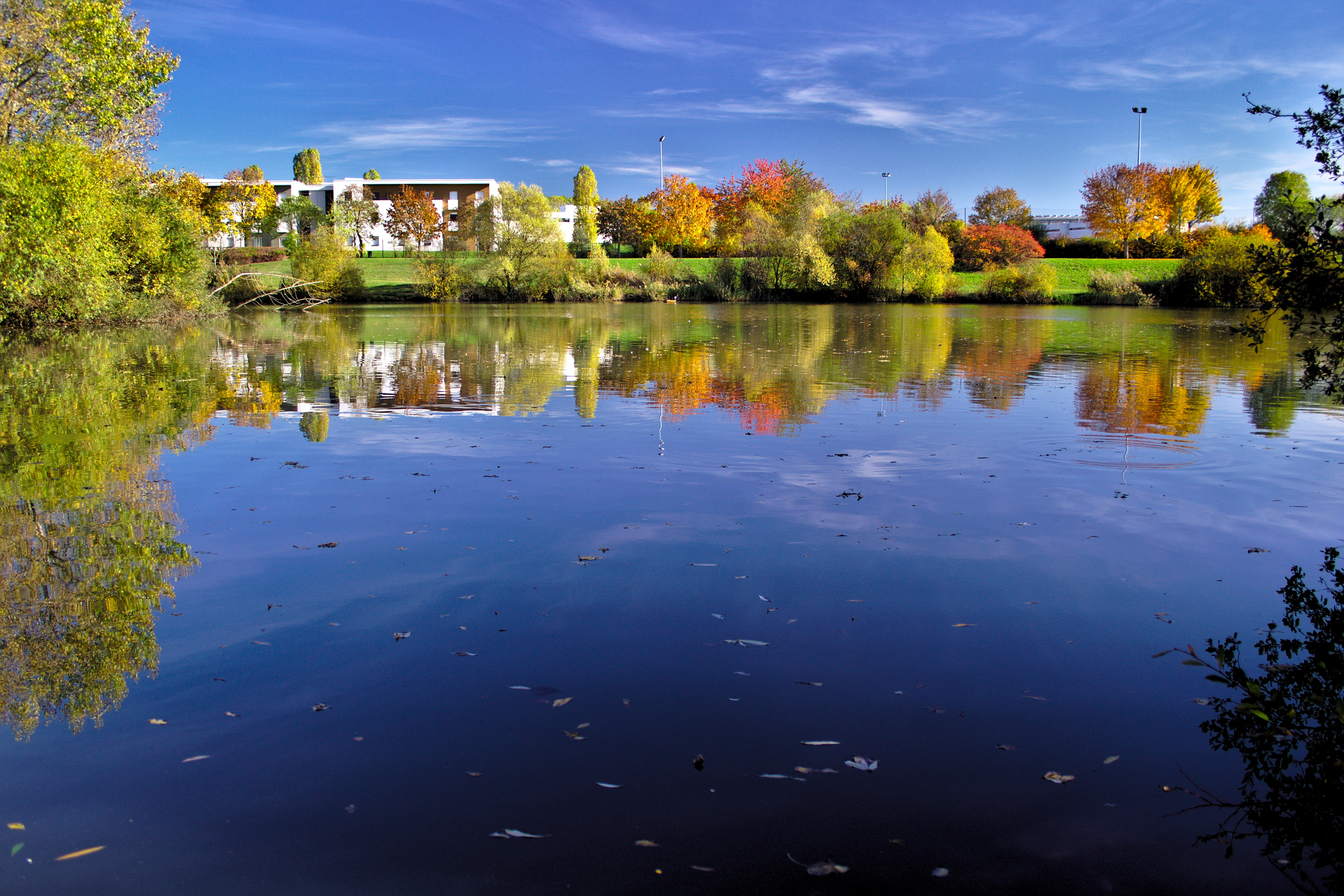
Lac Symphonie

- Partie est du fort de Queuleu, 1870 ;
- Foire internationale de Metz, 1977 ;
- Lac et promenade Symphonie ;
- Golf de Metz-Technopôle, 50 ha ;
- Espaces boisés, 100 hectares ;
- Centre d'étude des systèmes de communication CESCOM, logithèque municipale au 3e étage[6] ;
- Maison d’arrêt.

### Enseignement et recherche
- Université de Lorraine

Bâtiment principal des Arts et Métiers ParisTech, ouvert en 1997.

  - L'Institut de Chimie, Physique et Matériaux (ICPM) héberge le Laboratoire de Chimie et de Physique, spécialiste de l'Approche Multi-Echelle des Milieux Complexes (LCP-A2MC), et une partie de l'Institut Jean Lamour, dont la plus grosse partie est hébergée sur le campus Artem à Nancy.
  - L'Institut Supérieur d’Électronique et d'Automatique (ISEA), qui héberge une partie du Laboratoire de Conception, Optimisation et Modélisation des Systèmes (LCOMS).
  - L'unité de Formation et de Recherche dénommée SCIences Fondamentales et Appliquées a implanté ses formations dans les domaines de l'électronique et de la physique au sein de l'Institut Supérieur d’Électronique et d'Automatique (ISEA) et du campus de Metz de CentraleSupélec.
- Centre d'innovation et de recherche franco-allemand associé de Metz
- Écoles d’ingénieurs : 
  - Arts et Métiers ParisTech (ENSAM)
  - CentraleSupélec
  - École nationale d’ingénieurs de Metz (Enim)
  - École supérieure d'ingénieurs des travaux de la construction de Metz (Esitc)Georgia Tech Lorraine
  - Georgia Tech Lorraine

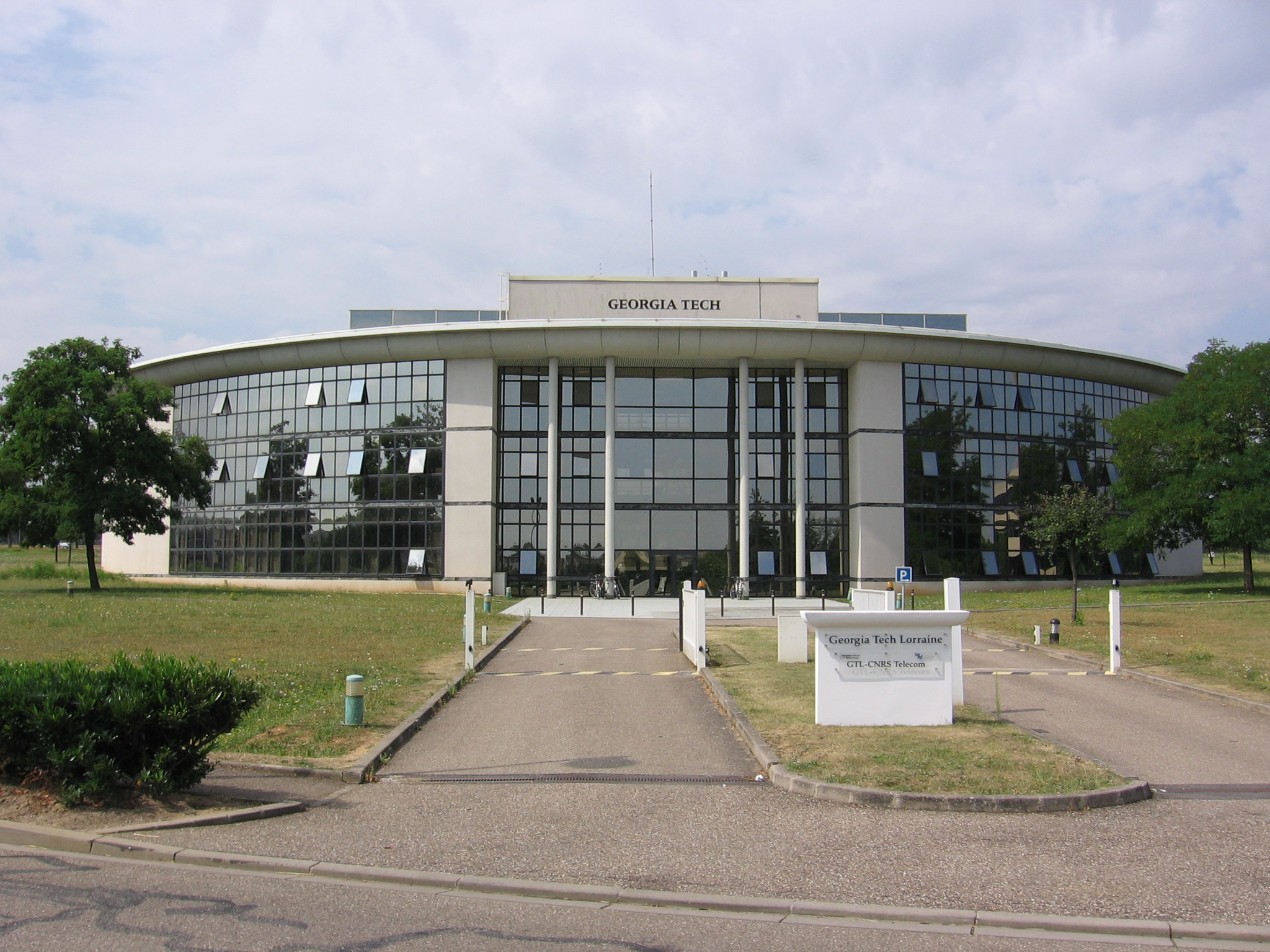
Georgia Tech Lorraine

- Centre messin d'enseignement de la gestion
- Lycée de la Communication
- Campus de l’université de Lorraine (université Paul-Verlaine - Metz)
- ISFATES

## Les entreprises
Au 10 août 2021, 932 entreprises sont hébergées au technopôle de Metz.
Quelques exemples d'entreprises implantées au technopôle : Adecco, Crédit mutuel, KPMG, Leroy Merlin, etc.

## Événements importants
Les Jeux de Metz-Technopôle (abrégé JMT) : chaque année ces olympiades ont pour objectif de mettre en relation les différents acteurs du technopôle (étudiants, salariés des entreprises locales, personnels des structures académiques) autour d'épreuves sportives diverses et variées.
Le Grand Gala des Arts et Métiers, évènement rassemblant chaque année 2000 invités. Il est organisé par les élèves ingénieurs des Arts et Métiers ParisTech (ENSAM) du campus de Metz.